# Essai nucléaire nord-coréen du 12 février 2013
L’essai nucléaire nord-coréen du 12 février 2013 a eu lieu dans ce qui est appelé en 2018 le site d'essais nucléaires de Punggye-ri dans la province d'Hamgyŏng du Nord près de la frontière chinoise. Il s'agit du troisième essai nucléaire de la Corée du Nord en sept ans après ceux de 2006 et de 2009.

## Caractéristiques
L'essai souterrain, d'une puissance de 6 à 7 kilotonnes selon les services sud-coréens, a eu lieu à 2 h 57 min 51 s UTC le 12 février 2013 et a été confirmé par la Korean Central News Agency (KCNA). Selon l'United States Geological Survey (USGS), la magnitude de l'activité sismique mesurée dans la péninsule coréenne était de 5,1. Des secousses ont été par ailleurs ressenties par des résidents d'Hunchun et d'Antu dans la province de Jilin en Chine.

## Contexte
Le 24 janvier 2013, deux jours après avoir été condamnée pour le lancement d’une fusée Unha 3 le 12 décembre 2012 par le Conseil de sécurité des Nations unies, la Corée du Nord annonce qu'elle allait procéder à un nouvel essai nucléaire. À la télévision nord-coréenne, le présentateur annonce ouvertement que cet essai allait être dirigé contre leur ennemi, les États-Unis.

## Réactions internationales
- Australie : le premier ministre australien Julia Gillard déclare dans un communiqué que « Le gouvernement australien condamne dans les termes les plus forts possibles les essais nucléaires menés par la Corée du Nord[5]. »
- Brésil : le gouvernement brésilien se dit « profondément préoccupé par l'essai et exhorte Pyongyang à se conformer aux résolutions de l'ONU[6]. »

- Bulgarie : le porte-paroles du ministre des Affaires étrangères, Vesela Cherneva, a exprimé sa vive condamnation de l'essai, déclarant qu'il s'agit d'une « violation ostentatoire des résolutions du Conseil de sécurité de l'ONU 1718, 1874 et 2087 et des accords de garantie signés avec l'Agence internationale de l'énergie atomique[7]. »
- Canada : le ministre des Affaires étrangères John Baird a déclaré que « La témérité du régime nord-coréen vis-à-vis du monde se montre une fois de plus. Cet essai (troisième essai de la Corée du Nord) est provocateur et représente une grave menace pour la paix régionale et la sécurité[8]. »
- Chine : le ministre des Affaires étrangères Yang Jiechi s'est « résolument opposé au dernier essai nucléaire conduit par la république démocratique de Corée[9]. »
- Corée du Sud : les forces armées sud-coréennes ont été mises en état d'alerte immédiatement après l'essai nucléaire[10].
- Japon : le premier ministre Shinzō Abe a demandé une réunion d'urgence du conseil de sécurité de l'ONU[11].
- Taïwan : le ministère des Affaires étrangères a « condamne l'essai nucléaire provocateur et réaffirme ses positions sur une Asie de l'Est exempte d'armes nucléaires[12]. »
- France : le président François Hollande a « condamné vivement l'essai nucléaire et dit travailler à l'avenir avec ses partenaires du conseil de sécurité de l'ONU afin d'obtenir une réponse ferme [sur la question nucléaire nord-coréenne][13]. »
- Allemagne : le ministre des Affaires étrangères Guido Westerwelle a « condamné vivement l'essai » et a déclaré que « la communauté internationale devrait envisager de nouvelles sanctions contre la Corée du Nord[14]. »
- Inde : le porte-paroles du ministère des Affaires étrangères, Syed Akbaruddin, a appelé la Corée du Nord à « s'abstenir de tout acte qui aurait un impact négatif sur la paix et la stabilité dans la région[15]. »
- Iran : le porte-paroles du ministère des Affaires étrangères, Ramin Mehmanparast, a déclaré que les « armes nucléaires devraient être détruites[16]. »
- Israël : le ministère des Affaires étrangères a déclaré que « Ces mesures prises par la RPDC (république populaire démocratique de Corée), en violation de ses obligations internationales, doivent être répondues par une réaction rapide de la communauté internationale. Un message clair doit être envoyé à la RPDC et à d'autres pays que de telles activités sont inacceptables et ne peuvent être tolérées[17].
- Italie : le ministre des Affaires étrangères Giulio Terzi a condamné vivement l'essai, déclarant qu'il « menace la stabilité régionale et la sécurité mondiale. » Il a par ailleurs ajouté que l'Italie prendrait des mesures avec l'ONU contre le programme nucléaire nord-coréen[18].
- Philippines : le département des Affaires étrangères déclare que « les Philippines condamnent l'essai nucléaire effectué par la république populaire démocratique de Corée. » Il a ajoute que celui-ci constitue par ailleurs une « violation claire des résolutions 1695, 1718 et 1874 du conseil de sécurité de l'ONU qui exigeait que la RPDC ne devait pas procéder à de nouveaux essais nucléaires[19]. »
- Russie : le gouvernement russe estime que cet essai « doit être sans aucun doute condamné, et mérite une réaction adéquate », le qualifiant de « violation des obligations internationales de la Corée du Nord[20]. »
- Roumanie : le ministère des Affaires étrangères a exprimé sa « ferme condamnation » et a appelé la RPDC à rejoindre à nouveau le traité de non-prolifération nucléaire[21].
- Royaume-Uni : le ministre des Affaires étrangères William Hague déclare : « Je condamne fermement cet essai, qui est une violation des résolutions du Conseil de sécurité de l'ONU 1718, 1874 et 2087[22]. »
- Turquie : le ministère des Affaires étrangères a indiqué « être gravement préoccupé d'apprendre que la république populaire démocratique de Corée a fait un essai nucléaire souterrain. Ce développement est une violation flagrante des résolutions du Conseil de sécurité de l'ONU 1718, 1874 et 2087 ». Aussi Ankara qualifie cet essai de menace pour les efforts de paix et de sécurité internationales, et le condamne fermement[23].
- États-Unis : le président américain Barack Obama a qualifié l'essai de « provocateur » et portant atteinte à la stabilité régionale. Il a également exprimé sa détermination à défendre les États-Unis et leurs alliés[24]. Les États-Unis ont par ailleurs envoyé un aéronef équipé de capteurs pour savoir si du plutonium ou de l'uranium a été utilisé par les Nord-Coréens[25].